# Sovjetunionens statsoverhoveder
De sovjetiske præsidenter var frem til 1990 formænd for den øverste sovjet. Dermed var de først og fremmest parlamentsformænd. Et egentlig embede som præsident blev først oprettet i marts 1990. Embedet bortfaldt igen, da Sovjetunionen blev opløst den 25. december 1991. 
Indtil dannelsen af Sovjetunionen i 1922 var det formændene for den russiske sovjet, der fungerede som præsidenter. Derefter var formændene for unionens øverste sovjet, der var statsoverhoveder. 
Det var lederne af kommunistpartiet, der var Sovjetunionens politiske ledere. 
| #                                                                            | Navn (fødsel–død)                             | Portræt                                       | Regeringsperiode                              |
| Russiske SFSR                                                                | Russiske SFSR                                 | Russiske SFSR                                 | Russiske SFSR                                 |
| 1                                                                            |                                               |                                               |                                               |
| 1                                                                            | Formand for den alrussiske sovjet (1917–1922) | Formand for den alrussiske sovjet (1917–1922) | Formand for den alrussiske sovjet (1917–1922) |
| ---------------------------------------------------------------------------- | --------------------------------------------- | --------------------------------------------- | --------------------------------------------- |
| 1                                                                            | Lev Kamenev (1883–1936)                       |                                               | 9. november 1917 – 21. november 1917          |
| 2                                                                            | Jakov Sverdlov (1885–1919)                    |                                               | 21. november 1917 – 16. marts 1919            |
| 3                                                                            | Mikhail Vladimirskij (1874–1951)              |                                               | 16. marts 1919 – 30. marts 1919               |
| 4                                                                            | Mikhail Kalinin (1875–1946)                   |                                               | 30. marts 1919 - 15. juli 1938                |
| Sovjetunionen                                                                |                                               |                                               |                                               |
| 1                                                                            |                                               |                                               |                                               |
| Formand for den centrale ledende komité for sovjetternes kongres (1922–1938) |                                               |                                               |                                               |
| Mikhail Kalinin (1875–1946)                                                  |                                               | 30. december 1922 – 12. januar 1938           |                                               |
| Formand for den øverste sovjets præsidium (1938–1989)                        |                                               |                                               |                                               |
| Mikhail Kalinin (1875–1946)                                                  |                                               | 17. januar 1938 – 19. marts 1946              |                                               |
| 2                                                                            | Nikolaj Sjvernik (1888–1970)                  | Nikolaj Sjvernik                              | 19. marts 1946 – 6. marts 1953                |
| 3                                                                            | Kliment Vorosjilov (1881–1969)                | Kliment Vorosjilov i 1937                     | 15. marts 1953 – 7. maj 1960                  |
| 4                                                                            | Leonid Bresjnev (1906–1982)                   |                                               | 7. maj 1960 – 15. juli 1964                   |
| 5                                                                            | Anastas Mikojan (1895–1978)                   |                                               | 15. juli 1964 – 9. december 1965              |
| 6                                                                            | Nikolaj Podgornij (1903–1983)                 | Nikolaj Podgornij i 1963                      | 9. december 1965 – 16. juni 1977              |
| 4                                                                            | Leonid Bresjnev (1906–1982)                   |                                               | 16. juni 1977 – 10. november 1982             |
| —                                                                            | Vasilij Kuznetsov (1901–1990)                 |                                               | 10. november 1982 – 16. juni 1983             |
| 7                                                                            | Jurij Andropov (1914–1984)                    | Jurij Andropov i 1963                         | 16. juni 1983 – 9. februar 1984               |
| —                                                                            | Vasilij Kuznetsov (1901–1990)                 |                                               | 9. februar 1984 – 11. april 1984              |
| 8                                                                            | Konstantin Tjernenko (1911–1985)              |                                               | 11. april 1984 – 10. marts 1985               |
| —                                                                            | Vasilij Kuznetsov (1901–1990)                 |                                               | 10. marts 1985 – 27. juli 1985                |
| 9                                                                            | Andrej Gromyko (1909–1989)                    | Gromyko                                       | 27. juli 1985 – 1. oktober 1988               |
| 10                                                                           | Mikhail Gorbatjov (født 1931-2022)            | Mikhail Gorbatjov i 1987                      | 1. oktober 1988 – 25. maj 1989                |
| 10                                                                           | Formand for den øverste sovjet (1989–1990)    |                                               |                                               |
| 10                                                                           | Mikhail Gorbatjov (født 1931-2022)            | Mikhail Gorbatjov i 1987                      | 25. maj 1989 – 15. marts 1990                 |
| 10                                                                           | Præsident (1990–1991)                         |                                               |                                               |
| 10                                                                           | Mikhail Gorbatjov (født 1931-2022)            | Mikhail Gorbatjov i 1987                      | 15. marts 1990 – 25. december 1991            |

## Vicestatsoverhoveder
Fem personer har været udnævnt til vicestatsminister. Den første vicestatsminister var Nikolaj Sjvernik. Vasilij Kuznetsov bestred funktionen i otte år, og var den længst siddende. Gennadij Janajev var den, der sad kortest tid.
| # | Navn (fødsel–død)                                                          | Regeringsperiode                                                           |                                                                            |
| 1 | Første viceformand for den øverste sovjets præsidium (1944–1946/1977–1989) | Første viceformand for den øverste sovjets præsidium (1944–1946/1977–1989) | Første viceformand for den øverste sovjets præsidium (1944–1946/1977–1989) |
| - | -------------------------------------------------------------------------- | -------------------------------------------------------------------------- | -------------------------------------------------------------------------- |
| 1 | Nikolaj Sjvernik (1888–1970)                                               | 1. februar 1944 – 19. marts 1946                                           |                                                                            |
| 2 | Vasilij Kuznetsov (1901–1990)                                              | 7. oktober 1977 – 27. juli 1985                                            |                                                                            |
| 3 | Pjotr Demitjev (1917–2010)                                                 | 18. juni 1986 – 1. oktober 1988                                            |                                                                            |
| 4 | Anatolij Lukjanov (født 1930)                                              | 1. oktober 1988 – 25. maj 1989                                             |                                                                            |
| 4 | Viceformand for den øverste sovjet (1989–1990)                             |                                                                            |                                                                            |
| 4 | Anatolij Lukjanov (født 1930)                                              | 25. maj 1989 – 15. marts 1990                                              |                                                                            |
| — | Vicepræsident (1990–1991)                                                  | Vicepræsident (1990–1991)                                                  |                                                                            |
| — | Ledig                                                                      | 15. marts 1990 – 27. december 1990                                         |                                                                            |
| 5 | Gennadij Janajev (1937–2010)                                               | 27. december 1990 – 21. august 1991                                        |                                                                            |
| — | Embede afskaffet                                                           | 21. august 1991 – 26. december 1991                                        |                                                                            |